# The Moon
是一部2023年上映的韓國科幻劇情片，由《與神同行》系列導演金容華執導，並由薛耿求、都敬秀及金喜愛主演。電影講述一個獨自留在太空的男人和另一個在地球上拼命想要救他回来的男人之間的感人故事，定於2023年8月2日在韓國上映。

## 演員陣容

### 主要人物
- 薛耿求 飾演 金載國，罗老航天中心前主任，發現有人獨自留在太空之後，拼命想救他回來的男人。
- 都敬秀 飾演 黄善宇，因為意想不到的事故而被孤立在太空的男人，在無數次危機中徘徊。
- 金喜愛 飾演 尹文英，NASA国际空间站主指挥官。

### 其他人物
- 朴秉恩 飾演 郑珉奎，大韩民国罗老航天中心的现任中心负责人。
- 趙漢哲 饰演 金仁植，文科出身的科学技术信息通讯部长官。
- 崔秉默 饰演 吴奎锡，科学技术部次官。
- 洪承希 饰演 姜寒星，小白山天文台天体观测组实习生。
- 崔廷宇 饰演 韩国总统
- 姜彩英
- 車英珠

### 特别出演
- 李聖旻 饰演 黄圭泰，黄善宇的父亲，5年前与载国一起参与「娜莱号」项目。
- 金来沅 饰演 李尚元，与黄善宇一起乘坐「宇里号」的宇航员，在任务中牺牲。
- 李伊庚 饰演 赵允钟，与黄善宇一起乘坐「宇里号」的宇航员，在任务中牺牲。

## 製作

### 選角
2020年10月14日，宣佈薛耿求、都敬秀主演金容華導演新作《The Moon》，計劃2021年上半年開拍，而都敬秀將於2021年1月正式退伍。
2021年2月10日，金喜愛證實加盟該片。5月25日，媒體報導演員趙漢哲將出演該片。

### 拍攝
該片主體拍攝於2021年6月6日開始進行，10月12日殺青。
金容華導演採訪中透露，此片將採用Native 4K Rendering的方式進行製作，在韓國本土院線影片中採用該方式的僅有奉俊昊導演的《寄生上流》。都敬秀的角色善宇的創作靈感參照NASA首位美籍韓裔宇航員金喬尼。

### 後期製作
2021年5月20日，電影《流浪地球》《勝利號》視覺特效製作公司DEXTER STUDIOS宣佈與該片簽訂價值60億韓元的合同，負責該片的視覺特效製作。

### 损益平衡点
据报道，该片制作费为280亿韩元，损益平衡点推算为640万观影人次。

## 發行
2023年5月4日，發布啟動海報和預告片，宣佈定檔2023年8月2日上映。6月26日，发行商CJ ENM透露，该片的发行版权已销往美国、加拿大、新加坡、菲律宾、澳大利亚、新西兰、德国、西班牙等155个国家和地区。2023年8月25日起提供IPTV和VOD点播服务。

## 反响

### 票房
上映首日（8月2日）动员8万9千余名观众到影院观影，不及《神鬼海底撈》与《非正式作戰》位列单日票房榜第三位，销售额占比16.6%。上映首周周末（8月4日至8月6日）票房18万4824观影人次，累计票房36万944观影人次，位列周末电影票房榜第四位。上映次周周末（8月11日至8月13日）票房5万587名观影人次，周末票房排行榜跌至第六位，累计观影人次超过48万。

### 评价
CGV金蛋指数为86%。电影媒体《Cine21》对该片的评价并不高，给予4.75的平均分，李慈妍记者评价该片是「不断反复可以预测的冲突和解决的过程」，金哲洪记者认为该片是「以月球作为借口的韩国式情感发射体」，李勇哲记者评价「他们松松垮垮的挑战正如观看这部电影一样」。YTN认为该片上映前两日仅收获14万观影人次的票房成绩，与同时期上映的《走私》《非正式作战》相距甚远，以此速度最终或难以达到600万观影人次的损益平衡点；报道认为该片虽通过CG和VFX逼真地呈现月球和宇宙的场景，但贫乏的叙事、过时的新派剧情和演员们过度的感情演技也是该片最大的弱点。

## 奖项荣誉
| 年份 | 颁奖礼                     | 奖项            | 入围者         | 结果 | 参考          |
| ---- | -------------------------- | --------------- | -------------- | ---- | ------------- |
| 2023 | 第32屆釜日電影獎           | 最佳男主角      | 都敬秀         | 提名 |               |
| 2023 | 第32屆釜日電影獎           | 最佳摄影        | 金英浩         | 提名 |               |
| 2023 | 第32屆釜日電影獎           | 最佳美术与技术  | 陈钟铉（VFX）  | 獲獎 |               |
| 2023 | 第59屆大鐘賞               | 最佳男主角      | 都敬秀         | 提名 | [ 24 ]        |
| 2023 | 第59屆大鐘賞               | 最佳攝影        | 金英浩         | 提名 | [ 24 ]        |
| 2023 | 第59屆大鐘賞               | 最佳視覺效果    | 陈钟铉 VFX     | 提名 | [ 24 ]        |
| 2023 | 第59屆大鐘賞               | 最佳音響效果    | 崔泰榮         | 提名 | [ 24 ]        |
| 2023 | 第59屆大鐘賞               | 最佳美術        | 洪朱熹         | 提名 | [ 24 ]        |
| 2023 | 第44届青龙电影奖           | 最佳男主角      | 都敬秀         | 提名 | [ 25 ] [ 26 ] |
| 2023 | 第44届青龙电影奖           | 最佳摄影照明    | 金英浩、黄淳旭 | 提名 | [ 25 ] [ 26 ] |
| 2023 | 第44届青龙电影奖           | 最佳技术        | 陈钟铉（VFX）  | 獲獎 | [ 25 ] [ 26 ] |
| 2023 | 第10届韓國電影製作人協會獎 | 最佳照明        | 黄淳旭         | 獲獎 | [ 27 ]        |
| 2024 | 第17屆亞洲電影大獎         | 最佳视觉效果    | 陈钟铉         | 提名 | [ 29 ]        |
| 2024 | 第60届百想艺术大奖         | 电影部门 艺术奖 | 陈钟铉（VFX）  | 提名 | [ 30 ]        |

## 外部鏈接
- NAVER上《The Moon》的資料
- Daum上《The Moon》的資料

- 韩国电影数据库（KMDb）上《The Moon》的資料
- 互联网电影数据库（IMDb）上《The Moon》的资料（英文）